# 幻想水滸伝シリーズの世界観
幻想水滸伝シリーズの世界観（げんそうすいこでんシリーズのせかいかん）では、『幻想水滸伝シリーズ』の世界観について説明する。本項目では世界観を共有している第1作『幻想水滸伝』から『幻想水滸伝V』のナンバリング作品の世界観について主に述べる。世界観を共有しない部分が多い『幻想水滸伝ティアクライス』『幻想水滸伝 紡がれし百年の時』は、それぞれの項目を参照。
『幻想水滸伝』から『幻想水滸伝V』までの作品群は同じ世界の異なる地域・時間における物語であり、それぞれの作品内で何らかのつながりが描かれることがある。共通して東洋・西洋のスタイル・風俗・文化をミックスした世界観であり、日本式や中国式あるいは中世ヨーロッパなどの建築様式・風俗などが混在している。
なお、開発者によって無数の世界が並行に存在する「百万世界」世界が舞台であることが明言されており、この世界に存在する竜は「翼と鱗の世界」からやってきたとされる。この「百万世界」という世界観は設定が大きく異なる『幻想水滸伝ティアクライス』でも重要な要素として存在しており、『幻想水滸伝 紡がれし百年の時』にも通じる概念が存在している。

## 年表
ここでは国家や地域に関して建国・滅亡など、各作品のストーリーに関わる重要な事件を中心に記載する。それぞれの詳細に関しては各節を参照。
- 紀元前250年ごろ - ファレナ女王国建国。
- 紀元前2年ごろ - 神官長ヒクサクがハルモニア神聖国を建国。
- 太陽暦元年 - ハルモニア神聖国のヒクサクが太陽暦を定める。
- 太陽暦20年ごろ - 聖戦士クリフトが戦士の村を開く。
- 太陽暦70年ごろ - ハルモニア神聖国が門の一族を滅亡させる。
- 太陽暦110年 - デュナン君主国建国。初代王はベルナンド。
- 太陽暦140年 - アーメス新王国が建国。
- 太陽暦150年ごろ - ウィンディが「ソウルイーター」を求めて、隠された紋章の村を襲撃。
- 太陽暦212年 - トゥーリバーで二院会議が設立し、地方一帯の統治を始める。ファレナ女王国の女王クワルシェードがストームフィストからソルファレナへの遷都を宣言。クワルシェード歴（通称新都歴）制定。同年、女王と王族を守る直属騎士、女王騎士が発足される。
- 太陽暦230年 - 赤月帝国がハルモニア神聖国から独立。初代皇帝はクラナッハ・ルーグナー。
- 太陽暦237年 - マウロ・ブライトにより、ハルモニア神聖国からハイランド王国が独立。
- 太陽暦300年ごろ - 赤月帝国とクールーク皇国の間に紛争の末「人間狩り事件」が起きる。
- 太陽暦307年 - 群島解放戦争、群島諸国連合が発足（幻想水滸伝IV）。その後、クールーク皇国が解体される（Rhapsodia）。
- 太陽暦314年 - ジョウストン都市同盟が発足。
- 太陽暦330年ごろ - ナガール教主国が建国。
- 太陽暦360年ごろ - ナガール教主国がファレナ女王国への侵攻を開始。女王国軍がフェイタス竜馬騎兵団と共闘し退ける。
- 太陽暦422年 - 独立を求めるグラスランドの部隊とハルモニア神聖国の地方軍が衝突。グラスランドにおいて真なる火の紋章が暴走。
- 太陽暦425年 - ハルモニア神聖国がグラスランドへ侵攻するも撃退され、双方間で50年間の不可侵条約が締結される。
- 太陽暦428年から434年 - ジョウストン都市同盟のミューズ市市長ダレル率いる都市同盟軍がハイランド王国へと侵攻、ハイランド王国側はこれを退けた後ジョウストン都市同盟に侵攻する。6年間の抗争の後に休戦協定が結ばれる。
- 太陽暦440年 - ファレナ女王国のファルズラーム女王が崩御し、その混乱に乗じてアーメス新王国がファレナ女王国へ大規模な侵攻を行うが、新たに即位したアルシュタート女王の元、その夫の女王騎士長フェリドと軍師ルクレティア・メルセス等の活躍によりアーメスの侵攻を頓挫させる。
- 太陽暦446年 - 赤月帝国において継承戦争が起こり、帝位を簒奪したゲイル・ルーグナーを倒したバルバロッサ・ルーグナーが第17代皇帝として即位。
- 太陽暦446年 - ファレナ女王国でロードレイク暴動が発生する。暴動はアルシュタート女王が「太陽の紋章」の力でロードレイクを攻撃して終結し、その後ロードレイク領主のロヴェレ卿とその一族は責任を問われ全員処刑された。また、ゴドウィン家は「女王の代理」と称してロードレイクに通じるフェイタス川支流の上流にヘイトリッド城塞を築き、川の流れを塞き止めてロードレイクへの水の供給を止めた。
- 太陽暦448年から450年 - ファレナ女王国においてゴドウィン家によるクーデターが発生し、アルシュタート女王と女王騎士長フェリドが死亡。以降、内紛状態となる（幻想水滸伝V）。
- 太陽暦453年から457年 - 門の紋章戦争。赤月帝国滅亡（幻想水滸伝）。
- 太陽暦460年 - デュナン統一戦争（幻想水滸伝II）。
- 太陽暦472年 - ハルモニア神聖国がデュナン国へ侵攻し、ハイイースト動乱が勃発。最終的にはハルモニアの敗退に終わる。
- 太陽暦475年 - 英雄戦争（幻想水滸伝III）。

## ポッチ
幻想水滸伝シリーズのあらゆる国や地域で使われている通貨。ハルモニア神聖国の存在する北の大陸から南の群島諸国、そしてさらに南のファレナ女王国の存在する南の大陸に至るまで、どの国でも使われている事実上の国際通貨である。ただし、国によって流通している貨幣のデザインは異なる様で、『II』ではジョウストン都市同盟では使われていないが、群島諸国の商人との取引で使われるという群島諸国の銀貨が登場している（この銀貨が、劇中の重要人物シュウを巡るキーアイテムとなっている）。
なお、現実の世界でもある国家経済の破綻で通貨価値暴落といった事態があるのか、傭兵といった一部の層では金銭よりも金（より厳密には砂金や金塊）を重視し、これを正式な報酬として受け取る傾向にあるのが『V』作中でラージャの口から語られている。

## シンダル族
真の紋章の1つ「変化の紋章」の呪いにより定住できず、各地を渡り歩いた謎の部族。超高度な技術を持った部族であると考えられており、世界各地にシンダル族の遺跡とされる史跡がある。作中の文献によれば「放浪の果てに『永遠の都』にたどり着いた」とされる。幻想水滸伝における最大の謎の1つであり、作中においても彼らの遺産を追い求めるシンダルハンターは多い。

## シルバーバーグ家
軍師の名門としてシルバーバーグ家がある。歴史に最初に登場するのは太陽暦230年の赤月帝国独立に貢献したユリアン・シルバーバーグであり、独立以降はシルバーバーグ家が赤月帝国で軍師を務め、太陽暦446年の継承戦争ではレオン・シルバーバーグとマッシュ・シルバーバーグ（『I』）が後に皇帝となるバルバロッサ・ルーグナー（『I』）側で戦った。
同時期に軍師を務めたレオンとマッシュであったが、2人の思想は対照的であった。レオンは「戦果を得るために犠牲をいとわない」というシルバーバーグ家には多い考えであったが、マッシュはこれに反発するように「犠牲は最小限にすべき」という思想を持つようになる。太陽暦448年に帝国領のカレッカで暴動が起こるとレオンは軍を派遣して暴動を鎮圧することを提案するが、マッシュはこれに異を唱えた。結果「カレッカの虐殺」に繋がったことでマッシュは帝国を離れ、作戦を立案したレオンも廃墟化したカレッカで隠遁生活を送る。シルバーバーグ家が不在となった赤月帝国はその後、太陽暦457年の「門の紋章戦争」により滅亡を迎えている。
門の紋章戦争で死去したマッシュの志は、マッシュの弟子のシュウ（『II』）やアップルに受け継がれる。シュウは太陽暦460年の「デュナン統一戦争」で新都市同盟側の軍師を務めたが、相手方のハイランド王国の皇女ジル・ブライトの夫ジョウイによってレオンが軍師として招かれていた。マッシュの思想はアップルを通じてレオンの孫のシーザー・シルバーバーグ（『III』）へと受け継がれ、グラスランドで太陽暦475年に発生した「英雄戦争」で軍師を務めたが、敵対した破壊者側にはレオンの思想を受け継いだシーザーの兄のアルベルト・シルバーバーグ（『III』）がいた。
また、太陽暦300年ごろに帝国の軍師を務めたエレノア・シルバーバーグ（『IV』）は副官の起こした「人間狩り事件」の責任を負う形で追放され、群島諸国での小島での隠居生活を送った後に太陽暦307年の群島解放戦争に貢献した。
その他にシルバーバーグ家の人物として明言されているキャラクターとして、マッシュの妹で「門の紋章戦争」の解放軍創設メンバーのオデッサ・シルバーバーグ（『I』）が作中に登場しており、設定だけであればマッシュとオデッサの末弟、レオンの子でシーザー・アルベルトの父ジョージ・シルバーバーグがいる。
以下に作中で相互の関係性が判明している赤月帝国末期以降のシルバーバーグ家と関連軍師の系図を記す（破線部は師弟関係）。関係性を明確化するために名前が不明のまま補っている人物も加えており、設定のみの人物も含めて作中に登場しない人物は背景を灰着に着色している。なお、ユリアンとエレノアは赤月帝国末期の人物との関係性が明言されていないため、この系図には加えていない。
|        |        |        |        |          |          |          |          |          |          |          |          |          |          |          |          |          |          |  |  | 名前不明         |                  |                  |                  |                  |                  |            |            |            |            |          |          |          |          |          |          |          |          |  |  |  |  |  |  |  |  |  |  |  |  |  |  |  |  |  |  |  |  |  |  |  |  |
|        |        |        |        |          |          |          |          |          |          |          |          |          |          |          |          |          |          |  |  |                  |                  |                  |                  |                  |                  |            |            |            |            |          |          |          |          |          |          |          |          |  |  |  |  |  |  |  |  |  |  |  |  |  |  |  |  |  |  |  |  |  |  |  |  |
|        |        |        |        |          |          |          |          |          |          |          |          |          |          |          |          |          |          |  |  |                  |                  |                  |                  |                  |                  |            |            |            |            |          |          |          |          |          |          |          |          |  |  |  |  |  |  |  |  |  |  |  |  |  |  |  |  |  |  |  |  |  |  |  |  |
|        |        |        |        |          |          |          |          |          |          |          |          | 名前不明 | 名前不明 | 名前不明 | 名前不明 | 名前不明 | 名前不明 |  |  |                  |                  |                  |                  |                  |                  |            |            | レオン     | レオン     | レオン   | レオン   | レオン   | レオン   |          |          |          |          |  |  |  |  |  |  |  |  |  |  |  |  |  |  |  |  |  |  |  |  |  |  |  |  |
|        |        |        |        |          |          |          |          |          |          |          |          | 名前不明 | 名前不明 | 名前不明 | 名前不明 | 名前不明 | 名前不明 |  |  |                  |                  |                  |                  |                  |                  |            |            | レオン     | レオン     | レオン   | レオン   | レオン   | レオン   |          |          |          |          |  |  |  |  |  |  |  |  |  |  |  |  |  |  |  |  |  |  |  |  |  |  |  |  |
|        |        |        |        |          |          |          |          |          |          |          |          |          |          |          |          |          |          |  |  |                  |                  |                  |                  |                  |                  |            |            |            |            |          |          |          |          |          |          |          |          |  |  |  |  |  |  |  |  |  |  |  |  |  |  |  |  |  |  |  |  |  |  |  |  |
|        |        |        |        | マッシュ | マッシュ | マッシュ | マッシュ | マッシュ | マッシュ |          |          | オデッサ | オデッサ | オデッサ | オデッサ | オデッサ | オデッサ |  |  | 末弟（名前不明） | 末弟（名前不明） | 末弟（名前不明） | 末弟（名前不明） | 末弟（名前不明） | 末弟（名前不明） |            |            | ジョージ   | ジョージ   | ジョージ | ジョージ | ジョージ | ジョージ |          |          |          |          |  |  |  |  |  |  |  |  |  |  |  |  |  |  |  |  |  |  |  |  |  |  |  |  |
|        |        |        |        | マッシュ | マッシュ | マッシュ | マッシュ | マッシュ | マッシュ |          |          | オデッサ | オデッサ | オデッサ | オデッサ | オデッサ | オデッサ |  |  | 末弟（名前不明） | 末弟（名前不明） | 末弟（名前不明） | 末弟（名前不明） | 末弟（名前不明） | 末弟（名前不明） |            |            | ジョージ   | ジョージ   | ジョージ | ジョージ | ジョージ | ジョージ |          |          |          |          |  |  |  |  |  |  |  |  |  |  |  |  |  |  |  |  |  |  |  |  |  |  |  |  |
|        |        |        |        |          |          |          |          |          |          |          |          |          |          |          |          |          |          |  |  |                  |                  |                  |                  |                  |                  |            |            |            |            |          |          |          |          |          |          |          |          |  |  |  |  |  |  |  |  |  |  |  |  |  |  |  |  |  |  |  |  |  |  |  |  |
| シュウ | シュウ | シュウ | シュウ | シュウ   | シュウ   |          |          | アップル | アップル | アップル | アップル | アップル | アップル |          |          |          |          |  |  |                  |                  |                  |                  | アルベルト       | アルベルト       | アルベルト | アルベルト | アルベルト | アルベルト |          |          | シーザー | シーザー | シーザー | シーザー | シーザー | シーザー |  |  |  |  |  |  |  |  |  |  |  |  |  |  |  |  |  |  |  |  |  |  |  |  |

## 登場国家・地方

### ハルモニア神聖国
少なくとも475年以上の永きに渡って、真の紋章「円の紋章」を宿した神官長ヒクサクが統治している国家。アロニア王国を打倒して建国された。周辺諸国を次々と併合した結果、幻想水滸伝シリーズにおける領土・勢力・影響力の全てにおいて最大の存在となっている。作中で登場したのは首都クリスタルバレーの一部と南部辺境の町カレリアのみ（ともに『外伝』および『III』。また『外伝』では山間に位置するマリード村が登場）であり、全貌は未だ明らかになっていない。
幻想水滸伝シリーズにおいては強大無比な軍隊を保有しており、複数の神官将が1部隊ずつ率いる中央の正規軍や地方の地方軍の他、辺境警備などの職務には傭兵隊を組織して当たらせている。また、ヒクサク自身の野望である「真の紋章集め」を国策としており、真の紋章の1つ「門の紋章」を保有する門の一族を滅亡させているほか、英雄戦争が勃発した太陽暦475年ごろにも「真の紋章狩り」を行っている。真の紋章に関する研究も行われており、通常は封印球が存在しない真の紋章を封じる技術を有するほか、真の紋章を宿す器としてのクローン技術も有している。
身分制度が厳しく、国民は、
- 一等市民 - 貴族など富裕層を中心とした者
- 二等市民 - 昔から忠誠を誓った国の者（一般市民）
- 三等市民 - 侵略・併合された国や地方の者

と区別されている。一等・二等市民については人権が保障されているが、三等市民は戦争の際には捨て駒とされたり重税を課されるなど冷遇されており、三等市民の子供には反乱を防ぐ目的として同化政策が実施されている。三等市民も軍功によっては二等市民への格上げされることがあるが、それを餌に危険な任務を押し付けられるなどの弊害も生じている。また、国家として亜人種の存在を認めていないため、家畜あるいは奴隷扱いされている（ただし『III』に登場する傭兵のガウという例外事項もある）。
ほえ猛る声の組合
ハルモニア神聖国のギルド。ガン（すなわち銃）使いの組織。クライブなどが所属している。神聖国内でも屈指の影響力を持つギルド。ハルモニアのために活動している実績から一部では「ハルモニアの犬」という蔑称で呼ばれているが、実際にはハルモニア当局の組織といった類ではなく、当局からの依頼を受け入れて動くという、あくまでも一定の距離を置く中立の存在。そのため、ハルモニアに忠誠を誓っているわけではなく、ザジのような（ハルモニアにとって）危険な存在が組合に入るのを許したり、逆にハルモニア貴族とコネを作ろうとラトキエ家出身で神殿近衛隊の一員であったナッシュが組合で修行をするのを認めるなど、つかみ所が無い。内部事情も複雑で、最高権力を持つ長老たちの間にも確執があり、彼らの思惑によって構成員の命が左右されることもある（エルザやケリィがそれにあたる）。
ガンの他、火薬や薬物に関する高度な知識や技術を独占しており、それらの技術は外部に漏れないよう厳格に守られている。そのため、ガンの類が戦争で大勢の人目に触れる形で使われる事はまずない（これについては『外伝Vol.1』でナッシュが、『V』でキャザリーが明言している）。また、『V』のオボロによると、かつてファレナ女王国の女王直属暗殺組織「幽世の門」がこれらの技術を手に入れようと図ったが、失敗に終わったという。
ガンナー
ギルド構成員の中でも、ガンの技術を極めた者のみに与えられる地位並びに称号。実力に応じて上から「騎士級」、「従者級」、「子弟級」と格付けされており、格が高いほど使用するガンの性能も高い。

一つの神殿
クリスタルバレーにあるという神殿。詳細は不明だがあらゆる知識が集まる場所とされ、かつて騎竜ブラック（『I』）を失ったフッチがハンフリー・ミンツと共に新たな竜を求めるべく、その手がかりとして目指していた。
サナディア
かつてハルモニア神聖国の西方に存在した国。ハルモニアと対立した末攻め滅ぼされ、以降はハルモニアの辺境領となった。これに伴いサナディア人は三等市民として冷遇され、サナディア人の子供の一部は同化政策の一環としてクリスタルバレーへと送られた（この中の1人がザジである）。
サナディア人は黒い髪と色白の肌が特徴。

### トラン地方

#### 赤月帝国
太陽暦230年から457年の間、トラン湖周辺を支配した大帝国。ルーグナー家を君主とした軍政一体国家で、初代皇帝はクラナッハ・ルーグナー。国名はクラナッハが「赤い月の騎士」と称されていたことに由来する。この時、独立に貢献したユリアン・シルバーバーグは帝国の正軍師となっており、以後帝国末期までシルバーバーグ家は軍師職を務めることとなる。皇帝は真の紋章「覇王の紋章」を竜王剣に宿した状態で代々継承している。首都はグレッグミンスター、ハルモニア統治時は聖都ルパンダと呼ばれていた。太陽暦457年の門の紋章戦争によって帝国は瓦解し、トラン共和国へと生まれ変わる。
南東に位置するクールーク皇国との間には、太陽暦307年ごろの皇国解体まで領土問題による紛争が発生していた。太陽暦300年ごろには両国は停戦協定を交わしたが、国境近くを所領とする帝国側の辺境貴族がこれに反発するあまり、クールーク兵に扮装して領民に危害を加える「人間狩り事件」を起こす。これに対し、当時帝国側の軍師であったエレノア・シルバーバーグが辺境貴族に諌言するも事件は終わらず、最終的に彼女の副官を務めていたグレアム・クレイが辺境貴族と領民を皆殺しにして事件の終結を図る。この責任をとる形でエレノアは国外追放となり、クレイも帝国を出奔する。その後、太陽暦307年にクールーク皇国は解体され、皇国領の多くは帝国に編入されたことで領土問題は終結した。
クールーク皇国滅亡後は、北方の隣国ジョウストン都市同盟と紛争状態となり、幾度も北方国境付近において武力衝突が起こっていた。そのため、北西部のモラビア城が北方の守りの要となり、門の紋章戦争中にモラビア城とその周辺地域がジョウストン都市同盟軍によって一時的に占領されるまでは、北方の守りを任せられると判断された有能な将軍とその配下の精鋭軍によって常に守りを固めていた。
帝国滅亡当時の皇帝は「黄金の皇帝」の異名を持つバルバロッサ・ルーグナー（第17代皇帝）。太陽暦446年に勃発した継承戦争で叔父のゲイル・ルーグナーと次の皇帝を巡って争い、不利な立場に陥りながらも帝国六将軍（後述）を巧みに使って皇帝となった。さらに継承戦争の混乱に乗じて北方に侵攻して来たジョウストン都市同盟との戦いにも勝利し、戦後は荒廃した国土を逸早く復興するなど善政を敷くなど優れた政治的手腕で国民の絶大な支持を得ていたが、無き妻の生き写しのようなウィンディと出会った太陽暦447年頃からは政治を省みなくなる。政治形態は大将軍たちに各地を委任して部下の軍政官が村や町を治め、税収を国に納めるという封建制に近い形を採っていたが、末期には腐敗した軍政官による理不尽な税徴収や大商人たちとの癒着が起こっていた。
継承戦争でバルバロッサを支えた以下の6人の将軍は、帝国六将軍と呼ばれる。継承戦争直後にゲオルグは帝国を離れており、また門の紋章戦争勃発までにキラウェア・シューレンは亡くなり娘のソニアが将軍職を務めている。
- 百戦百勝のテオ・マクドール
- 青い月のカシム・ハジル
- 花将軍ミルイヒ・オッペンハイマー
- 二太刀いらずのゲオルグ・プライム
- 水軍統領キラウェア・シューレン
- 鉄壁のクワンダ・ロスマン

戦士の村
赤月帝国南西部のロリマー地方に存在する村。太陽暦20年ごろに聖戦士クリフトによって開かれ、赤月帝国以上に長い歴史と伝統を有する。この村の男は少年の頃から戦士になるべく剣術の鍛練を積み、ある年齢に達すると「成人の儀式」と呼ばれる修行の旅に出立し、旅を終えるまでは決して村に戻る事はない。また、「成人の儀式」とは別に戦いの場に出ることを許された戦士は自らの剣に「最も大切なものの名前」を付ける風習があり、戦士の村出身のフリックは「オデッサ」、ヒックスは「テンガアール」とそれぞれ大切な女性の名前を付けている。一方女性にこうした伝統や風習は無く、むしろ「女性＝非戦闘員」という考えがあるが、門の紋章戦争時点の村長ゾラック（『I』）の娘テンガアールは伝統の類に関係無く、自らの意思で戦いに身を投じている。
竜洞騎士団
竜騎士から成る騎士団。総勢は60人程度だが、実際に出撃できるのは階級が高い20人ほどである。赤月帝国領西部に存在しながら、自治を認められた騎士団である。ただし、自治とはいっても数少ない竜を守るために帝国側からの協力も不可欠だった。階級は第一位から第九位まであり、第一位の「竜の父」は事実上の空位である。団長は真の紋章「竜の紋章」を代々継承しており、門の紋章戦争時点での騎士団長はヨシュア・レーベンハイト、太陽暦475年までにミリアが団長を受け継いでいる。

#### トラン共和国
太陽暦457年に、赤月帝国を倒して建国された国家。赤月帝国を倒した解放軍を母体とした共和制国家で、初代大統領はレパント。一個人に忠誠をに誓った結果滅んだ赤月帝国を反面教師として、原則として共和制に忠誠を誓うこととしている。
赤月帝国時代からジョウストン都市同盟とは良い関係ではなかったが、デュナン統一戦争の際に新同盟軍と協力したことをきっかけに後のデュナン国との関係は改善されている。なお、「トラン共和国」はデータ未継承時に『III』で用いられる名称で、データを継承した場合は「○○共和国（○○は『I』の本拠地の名前）」となる（『II』では継承の有無に関わらず「トラン」となる）。
なお、トラン共和国建国に尽力し、建国後も共和国軍の要職に就いた以下の6人は共和国六将軍と呼ばれている。
- カイ
- カシム・ハジル
- カミーユ
- クワンダ・ロスマン
- ソニア・シューレン
- バレリア

### デュナン地方

#### デュナン君主国
太陽暦110年から252年の間、デュナン地方を支配していた絶対君主制国家。初代王はベルナンド。太陽暦252年に内乱が発生し、勝利した反乱軍によって市長制国家サウスウィンドゥ市国が発足している。

#### ジョウストン都市同盟
太陽暦314年から460年の間デュナン湖周辺を統治した都市国家連合で、デュナン湖周辺の5都市1騎士団で構成される。「ジョウストン」の名は盟主であるミューズ市の市長であるジョウストンが由来であるが、ジョウストンを英雄視することに対してマチルダ騎士団では反発が強く公式には同盟が締結された「ジョウストンの丘」が由来とされる。とはいえ、デュナン地方最大の脅威であるハイランド王国に対するためだけの脆弱な同盟関係であり結束も強くはなかった。
古くからハイランド王国との領土問題が絶えない地域であり、太陽暦428年から434年の侵攻に際しては休戦協定が取り付けられるものの当時のミューズ市長ダレルがハイランド国境近くの村キャロの領有権を主張し、同盟軍指揮官ゲンカクとハイランド王国第一軍団の軍団長ハーンの間で一騎討ちが行われている。その後、太陽暦460年に勃発したデュナン統一戦争の最中に当時のミューズ市長アナベルが暗殺されたことで崩壊、ハイランド王国に対抗する新勢力として新同盟軍が発足する。
また、ハイランド王国とは別に南方の赤月帝国とも国境紛争を繰り広げ、継承戦争時にはその混乱に乗じてカレッカ方面に侵攻し、そこで発生した虐殺事件（後に赤月帝国側の自作自演と判明する）に激怒した赤月帝国軍の猛反撃によって敗退した。その後、門の紋章戦争中にティント市軍とサウスウィンドウ市国軍からなる軍勢がモラビア城とその周辺地域を一時的に占領するも、滅亡した赤月帝国に変わって新たに誕生したトラン共和国の反撃と、それを避けるべくサウスウィンドウ市軍が逸早く撤退した結果ティント市軍も撤退を余儀なくされ、以後新同盟軍がトラン共和国と協力関係を結ぶまではハイランド王国との対立で国力が消耗されていたのもあって武力衝突を起こさなかった。
ミューズ市国
デュナン湖北部から東部に位置する同盟最大の都市国家で、経済・人口・軍事面で優れている。太陽暦185年に初代市長レピアによって成立。市長は都市同盟の盟主も兼任しており、デュナン統一戦争勃発当時は政治・軍事両面に精通したアナベルが務めていた。ハイランド王国と国境を接しているため古くから争いごとが耐えず、都市同盟もミューズ市の呼びかけに応じて締結された。都市西部にそびえるジョウストンの丘には議事堂が設けられ、都市同盟の重要事項を決める特別会議「丘上会議」や式典などはそこで行われる。
サウスウィンドゥ市国
デュナン湖南部に位置する商業都市で、デュナン湖に最も長い湖岸線を有する。太陽暦110年に建国されたデュナン君主国の首都であったサウスウィンドゥを首都とする市長制国家で、太陽暦252年に成立。古い歴史を持ち、威厳漂う都市だけに観光客も多い。デュナン統一戦争勃発当時は穏健派のグランマイヤーが市長を務めていた。
トゥーリバー市国
デュナン湖西部に位置する多民族国家。名前のとおり2本の川で都市が3分割されており、それぞれの地域に人間・コボルト・ウイングホード（人口比は6：3：1）が共存している。太陽暦212年の人間とコボルトによる二院会議開始を市国の成立年としており、太陽暦432年にはウィングホードが移住したことで三院会議と改められている。各種族の代表者による三院制が敷かれているが、各人種ごとにそれぞれの代表が自治しているのが現状で、同盟内で一番結束が弱い都市と言われている。デュナン統一戦争勃発当時は全権大使（三院制の代表）をマカイが務めていた。
グリンヒル市国
デュナン湖北西部に位置する学園都市。大学など多くの優秀な学園を持ち、各国から多くの留学生を迎えている。ミューズ市国の一部であったが太陽暦373年に独立自治を主張し、当時のミューズ市長ユーリアがそれを認可する。軍備としては都市同盟中最弱規模であるが、周囲が深い森という立地条件と堅固な門により堅牢な防御能力を備えた都市である。市長は代々ワイズメル家が務め、デュナン統一戦争勃発当時は亡くなった市長のアレク・ワイズメルに代わり、娘のテレーズ・ワイズメルが市長代行を務めていた。
ティント市国
トゥーリバー市西部に位置する鉱山都市。太陽暦366年にティント鉱山ギルドを母体として発足。人口・面積は大きくないが、大軍の展開が困難な山岳地帯が天然の城壁として機能しており、主産業である鉱業が盛んなため強力な軍隊を擁している。ハイランド王国とは遠く離れた立地から都市同盟にはあまり協力的ではなかったが、新同盟発足後は同盟一の軍事供出国となる。デュナン統一戦争勃発当時は鉱山ギルドの長であるグスタフ・ペンドラゴンが市長も兼任していた。デュナン統一戦争後はデュナン国に属したが、後にティント共和国として独立している。
マチルダ騎士団
ミューズ市北部に位置する騎士団が統治する騎士団。軍事面で台頭するハイランド王国に対抗するために、太陽暦280年にミューズ市が中心となって都市同盟の支援によって誕生、太陽暦294年に独立自治が認められている。ロックアックス城を居城とし、騎士団長直属の白騎士団、遠征用の赤騎士団、防衛用の青騎士団によって構成される。ミューズ市に次ぐ強力な軍事力を擁しているが、何かにつけて同盟軍へ参加しようとせず、都市同盟内の不和を招いている一因とも言われる。デュナン統一戦争勃発当時は騎士団長をゴルドーが務めていたが、強欲・狭量な性格から同盟を離反し、ハイランド王国に寝返っている。太陽暦475年時点ではデュナン統一戦争時青騎士団長であったマイクロトフが騎士団長として統治している。
なお、都市同盟の騎士団ながら、グラスランドに程近い地域を領土としている関係で、グラスランドの一部の治安維持を司ってもいた（『外伝』に登場するミリトの村が該当）。また、グラスランドのカマロ自由騎士団とも関係を有している。

#### ハイランド王国
太陽暦237年から460年の間、デュナン地方北東部に存在する君主制王国。皇都ルルノイエを中心に広大な領土面積を誇り、強大な軍事力を持つ。マウロ・ブライトがハルモニア神聖国の内乱を鎮圧した功績から、その土地を領土としてハイランド王国を建国し、皇王の位を戴いた。その後は初代皇王マウロ以来、代々ブライト王家が皇王を務めている。独立の際にはハルモニア神聖国から真の紋章「獣の紋章」を賜り、代々ブライト王家が守り続けている。
ジョウストン都市同盟とは古くから領土争いが絶えず、太陽暦428年には皇王ロベール・ブライトの下で団長ハーン・カニンガムに率いられた第一軍団が都市同盟領に進攻している。緒戦はハイランド優勢であったが都市同盟軍指揮官にゲンカクが就任すると一転して劣勢となり、太陽暦434年にハーンとゲンカクの取り成しによって休戦協定が結ばれるが、その後も国境近くの町キャロを巡って領有権争いが続いていた。
デュナン統一戦争勃発当時はアガレス・ブライトが皇王を務めていたが戦時中に暗殺され、息子のルカ・ブライドが即位している。後にルカ・ブライトも戦死しており、妹婿のジョウイ・ブライトが即位するが王族逃亡によって滅亡する。戦後はデュナン国ハイイースト県となるが、太陽暦472年にはデュナン国とハルモニア神聖国との間で発生したハイイースト動乱の戦場となっている。
皇都ルルノイエ
堅固な城壁と堀で囲まれており、難攻不落の皇都として知られる。内部には様々な装飾が施され、荘厳な雰囲気を醸し出す。その広さと美しさに、訪問者は舌をまくという。
キャロ
皇都ルルノイエから南東に進み、天山の峠を越えた所に位置する町。ハイランド王国とジョウストン都市同盟の国境近くという場所柄から古くは領有権を巡って武力衝突も起こっていたが、太陽暦434年に両国間で休戦協定が結ばれて以降は大規模な武力衝突は起こらず、基本的には平和であった。そのため、高地という地理的条件からブライト王家を含む王侯貴族が避暑地として別荘を設け、ジル・ブライトも少女時代の一時期をキャロの別荘で過ごしていた。
白狼軍
デュナン統一戦争時に存在した、ルカ・ブライトの直率軍。ハイランド王国軍は本来第一から第四までの4つの軍団によって構成されており、各軍団の兵力はそれぞれ25000人であるが、白狼軍はこれらどれにも当てはまらない特別な軍隊である。装備品の形状は王国軍一般将兵と同じであるが、色は白を基調としている。
ルカの指揮の元、数々の戦いで活躍するが、ジョウイ・ブライトとレオン・シルバーバーグの策によってルカが戦死した時、ルカ共々玉砕した。

#### 新都市同盟・デュナン国
太陽暦460年に勃発したデュナン統一戦争の最中に崩壊したジョウストン都市同盟に代わり、ハイランド王国対抗するための勢力として誕生した同盟。新都市同盟とは呼ばれるが旧都市同盟とは直接的に関連性はない。当初は廃城となったノースウィンドゥに集まった小規模な軍隊であったが、王国軍相手に快進撃を続けるとともに旧同盟各都市の協力を取り付け、最終的には都市として機能を失ったミューズ市以外の4都市のほか、マチルダ騎士団から離脱した赤騎士団・青騎士団も多く参加している。
ハイランド王国を倒した後、旧ジョウストン都市同盟域とハイランド王国域を包括するデュナン国が発足した。初代大統領はテレーズ・ワイズメル（あるいは『II』主人公）。なお、「デュナン国」はデータ未継承時に『III』で用いられる名称で、データを継承した場合は「○○国（○○は『II』の主人公の部隊の名前）」となる。デュナン国発足から12年後の太陽暦472年には、ハルモニア神聖国がかつての同盟国ハイランド王国の再興を目的として、旧ハイランド領に侵攻したことに起因するハイイースト動乱が発生している。
太陽暦475年時点（『III』）において確認出来る要人は、ミューズ市市長フィッチャーとマチルダ騎士団団長のマイクロトフ（いずれも『II』）。

#### ティント共和国
太陽暦460年から475年の間にデュナン国からティント市が独立して成立。初代大統領はグスタフ・ペンドラゴン。またこの他に確認出来る要人は、歴史家としても高名な大臣マルロ・コーディー。

### グラスランド
ゼクセン連邦とハルモニア神聖国の間に広がる広大な原野。多くのクラン（部族）が暮らしており、比較的大きなカラヤ、リザード、ダック、チシャ、セフィ、アルマ・キナンの6つはシックスクランと呼ばれる。各氏族間の反目もあるが、近隣諸国からの軍事介入に対しては氏族同士が強い結束をみせる。
元々はハルモニア神聖国の支配下であったが、太陽暦422年に各クランと真の紋章「真なる火の紋章」を宿した炎の英雄が率いる「炎の運び手」によって独立戦争を起こす。ハルモニア神聖国にカーナークランを占拠されるものの、「真なる火の紋章」が暴走してハルモニア地方軍を全滅させるなど双方に多大な被害を出したことで抗争は終結する。3年後の太陽暦425年にはハルモニア神聖国が再度侵攻を開始するが各クランが協力してこれを撃退、50年間の不可侵条約が締結されている。
カラヤクラン
古くからの伝統を重んじ自然と融和し狩りをしながら生きる民族であり、シックスクランでもリザードクランに並ぶ武闘派。デュナン統一戦争及び英雄戦争勃発時点の族長はルシア。英雄戦争の初期に集落が焼き討ちに遭うが、戦後はルシアや息子のヒューゴらによって再建される。
リザードクラン
勇猛な戦士であるリザード族。大空洞と呼ばれる巨大な洞穴の中に町を作って生活をし、各地に高速路と呼ばれる隠し通路を設けている（ただし一部は彼らが作ったものではなく、シンダル族の遺跡をそのまま用いている）。英雄戦争勃発時点の族長ゼポンは、戦争初期に暗殺されている。そのため、デュパがゼポンの跡を継いだ。
ダッククラン
水と共に生きるダック族。町の周りには豊富な水が存在する。男は多くが傭兵として他のクランへ出稼ぎに行くことで生計を立てているほか、観光ガイドなどの仕事をする者もおり多彩な才能を持つ。
アルマ・キナン
男子禁制で女人だけで構成されたクラン。独自の儀式や、全ての自然に精霊が宿ると考えるなどから、グラスランドのクランの中では独特の信仰を持つ異色なクラン。英雄戦争勃発時点の族長はユイリ。
チシャクラン
シックスクランの中では、唯一農業で生計を立てているクラン。英雄戦争勃発時点の族長はサナ。
セフィクラン
名前のみ登場。英雄戦争中にハルモニア神聖国軍に攻め込まれ、占領された以外詳細不明。
カーナークラン
英雄戦争勃発時点ではハルモニア神聖国領ルビーク。太陽暦422年にハルモニア神聖国によって占領され、以降は三等市民として奴隷のような生活を強いられている（住民がカレリア以外の場所へ外出するのが禁じられている等）。虫を使う技術を有しており、遊撃隊が多数存在する。漫画版では後にハルモニアから独立している。
カマロ自由騎士団
グラスランドに存在する騎士団。騎士達の兵装は大型の盾と鎖帷子で、色は緑・黄色系で統一されている。

### ゼクセン連邦
グラスランドの西側に位置する議会制国家。交易商が鹿の角の交易を始め、そこから栄えたのをルーツとする、商業都市ビネ・デル・ゼクセを中心に建国された文治国家であり、複数の商人ギルドで構成された評議会が政治の中枢となっている。ビネ・デル・ゼクセの東方には、グラスランドの蛮族（とゼクセンでは呼ばれている）の侵攻に備えてブラス城を築き、ゼクセン騎士団を駐留させている。
先述の鹿の角の交易が国の起源であることから、国旗は鹿の角に基づいたデザインである。
ゼクセン騎士団
いわゆるゼクセンの国軍である。兵装はかなり充実しており、ゼクセンの経済力の高さをうかがわせるが、評議会の傘下に収められているため、政治駆け引きの道具に利用される事も多い。騎士や兵卒の兵装が、鉄の兜や甲冑という重装備であることから、グラスランド側からは「鉄頭」の俗称で呼ばれる。英雄戦争時点での騎士団長はクリス・ライトフェロー。
ゼクセン警士隊
ゼクセンの準国軍組織で、ゼクセン騎士団よりも評議会直属の度合いが強い。兵装は騎士団と同じ。平時はビネ・デル・ゼクセや評議会議事堂の警備および評議会議員の警護を務める。有事の際は、評議会議員の直属部隊として動くこともあるが、その判断が評議会議員に委ねられていることなどから実質的には評議会議員の私兵軍隊である。

### 群島諸国

#### ガイエン公国
群島諸国の西方に位置し、一帯で最大の島を本土とする国家。かつては群島諸国で一番の大国で群島に対して強い影響力を持っていたが、クールーク皇国との戦争で植民地であったミドルポートを失うなど手痛い打撃を受けてから次第に衰え始め、群島解放戦争時にはミドルポートと同じく植民地であるラズリルを占領された際、クールークと事を荒立てぬようラズリルを事実上切捨てた。結果、群島諸国連合成立に際してラズリルに独立され、さらにラズリルが群島諸国連合へ参入した事によって影響力が低下している。

#### 群島諸国連合
太陽暦307年ごろに成立した国家連合で、赤月帝国とファレナ女王国の間に位置する島々からなる。群島解放戦争の際にクールーク皇国と戦った解放軍を母体とした組織であり、その中核にいたオベル国王リノ・エン・クルデスの呼びかけで結成された。その後も永きにわたって赤月帝国とファレナ女王国の間を領海としている。
太陽暦337年にファレナ女王国のエルメラーク女王との間で友好条約を結び、以来交流を続けている。太陽暦448年時のオベル王国海軍総督にはスカルド・イーガンが在位している。
オベル王国
群島諸国連合の中核国家で、連合本部の所在地。連合の重要事項は当地で行われる「オベルの洋上会議」によって決定される。海軍の歴代旗艦には、群島諸国発足の英雄「リノ・エン・クルデス」の名前がつけられている。
ミドルポート
オベル王国の西に位置する商業都市。ラインバッハ家が代々治めている。かつてはガイエン公国の植民地であったが、クールーク皇国との戦争で一時占領された後、両国間の交渉によってガイエンから独立した自治領となった。
ナ・ナル島
オベル王国の北東に位置する島。島民や出身者は額に三角形のマークを付けており、▲は島に在住の戦士、▼は島に在住の後方支援要員、▲や▼は島を離れている出身者を示している。また、島内にはエルフの集落がある。
ネイ島
オベル王国とイルヤ島の中間に位置する島。島内には人間の住む村と、ネコボルトの集落がある。ネイ島の人間は猫の耳を思わせる形状の帽子を被っているのが特徴。
イルヤ島
群島諸国の北東に位置し、島々の中で最もクールーク皇国に近い。船の補給基地としての機能を持つ小さな島。群島解放戦争時にエルイール要塞からの巨大紋章砲による砲撃によって壊滅状態となるが、戦後に大規模な復興が成された。
ラズリル
ミドルポートの北西に位置し、ガイエン公国に隣接する。かつてはガイエン公国の植民地であったが、群島解放戦争を期に独立している。
ガイエン海上騎士団
ラズリルを根拠地とするガイエン公国の騎士団。群島解放戦争勃発時の団長はグレン・コットで、副団長はカタリナ。騎士とガイエン海兵学校に属する訓練生より構成されており、紋章砲を搭載した軍艦を有している。群島諸国戦争初期にグレンが死亡し、クールーク皇国の侵攻に際しては新たに団長となったスノウの下で降伏、騎士団もクールーク皇国軍に編入された。その後、海賊討伐隊編成に際して徴用されていたが、解放軍のラズリル奪還戦において解放軍に加勢し、以降は終戦まで解放軍の一翼を担った。
戦後はラズリル独立に伴い名前を「ラズリル海上騎士団」と改め、団長にはカタリナが、副団長にはケネスが就任した。

ニルバ島
古くは無人島だったが、群島諸国連合とファレナ女王国との間で交流が始まった事に伴い、中継港として開発された島。島の規模は小さいものの、中継港としての役割から大規模な港湾施設や灯台を備えており、様々な国の船が食料などの補給を目的に寄港している。

### クールーク皇国
群島諸国の北東、赤月帝国の南東に位置する国家で、群島各国や赤月帝国とは何度となく敵対していた。皇王派と長老派の二つの勢力が存在しており、太陽暦307年ごろに病床の皇王ユリウスが在位し続けていることに起因する長老派のクーデターによって、国そのものが修復不能なまでに衰退してしまう。戦後は皇王の孫娘コルセリアによって皇国を解体され、クールーク領の大部分は赤月帝国に併合された。
皇王派
クールーク皇国を支配する二大派閥の1つ。狭義では皇族（嫡流・傍流全て）の人間、広義では皇族とこれに忠誠を誓う貴族や官僚、軍人層から構成される。国の元首である皇王がトップという派閥の特性から、長老派に比べて国政の主導権を握っていた。皇国末期には、群島解放戦争においてトロイをはじめとする皇王派の軍人多数が戦死あるいは消息不明となったため弱体化していた。
皇王派の軍人は、鉄兜や鎧を身に纏った重装。
長老派
皇王派と肩を並べる派閥。構成者は長老と呼ばれる有力者が運営する「クールーク中央委員会」に所属する者達で、基本的に皇族や皇王派以外の貴族や官僚、軍人層は必ず中央委員会に所属する事が決められている。皇王派が国政の主導権を握っているとはいえ、長老派や中央委員会も国政とりわけ内政面で強い権限を有する。皇国末期には、群島解放戦争において皇王派が弱体化したのに伴い、これに取って代わろうと暗躍した結果として皇国崩壊の原因を作ってしまう。
長老派の軍人は、ベレー帽や軽鎧（兵種によっては仮面も）を着用した軽装。

### 古代アーメス王朝
かつてファレナ女王国の存在する大陸の大半を領土としていた大国。「太陽の紋章」の力で大いに繁栄したが、とある暴君が紋章の力を暴走させた結果、たった一夜にして滅びたという伝説が残されている。これを反映する様に、当時の遺跡はほとんど残されておらず、「太陽の紋章」の力で国全体が文字通り消滅したという一種の証拠となっている。
後にファレナ女王国が成立すると、「太陽の紋章」を継承した事から「ファレナ女王国は、古代アーメス王朝の後継国家」という考えが生まれ、これが結果としてファレナ女王国とアーメス新王国との関係を悪化させる一因になった。
太陽暦448年の時点で、古代アーメス王朝の勢力圏に存在する国家はファレナ女王国、アーメス新王国、ナガール教主国の3国。この内アーメス新王国の略称が単に「アーメス」なので、古代アーメス王朝の略称は「古代王朝」か「古代国家」となっている。

### ファレナ女王国
群島諸国の南に位置する女王制国家で、「太陽の紋章」と大河フェイタスの祝福を受けた豊かな国土に恵まれた大国。紀元前250年ごろにシンダル族出身の初代女王が「太陽の紋章」とそれを支える2つの紋章を携えて聖地ルナスに降臨し建国した。建国後は「太陽の紋章」を太陽宮に、「黎明の紋章」と「黄昏の紋章」はそれぞれ東西の離宮で保存されている。建国当時の首都はストームフィスト、太陽暦212年に女王クワルシェードがソルファレナへと首都変遷を行っており、この年を紀元とした「クワルシェード暦」を制定している。
女王は法の上では絶対的な裁量権を持つものの、政治に関しては実質的に貴族を主体とした元老院が中心となっており、女王といえども元老院での採決を覆すのは不可能となっていた。元老院は大分してゴドウィン派とバロウズ派の2つの派閥が存在する（小説版では後述のロヴェレ家を筆頭とする王家派も存在する）。ゴドウィン派は、ストームフィスト領主であるゴドウィン家を中心とした西部地方の貴族たちで構成された派閥で、独善的な方法であっても国益を優先する政治思想が強い。バロウズ派は、レインウォール領主であるバロウズ家を中心とした東部地方の貴族たちで構成された派閥で、本音では自らの利得権益を優先する思想が強いが、表向きはゴドウィン派の思想に反対して諸国との融和を図るべきという方針を主張している。ロードレイク領主で有力貴族のロヴェレ家が、対立する2つの派閥を仲介する役割を果たしていたため王家からの信望も厚かったが、太陽暦446年のロードレイク暴動の責任を取って処刑されている。これにより元老院のバランスが崩れ、太陽暦448年にゴドウィン家当主マルスカールが息子ギゼルとともにクーデターを決行、国の中枢を掌握するとともにリムスレーアを女王として即位させるが、人材や兵力などが枯渇し王子らによって倒される。一方バロウズ家はクーデターの最中、当主サルムが王子を王に据えてアーメス新王国の属国を造ろうと目論んだことと、ロードレイク暴動に紛れて「黎明の紋章」を盗んだことが発覚したために信用が失墜している。戦後は正式に即位した新女王リムスレーアによって貴族による元老院制が廃止され、市民による議会制へと移行されている。また、クーデターにおいて元老院の大派閥であったゴドウィン家は当主不在となり、一方のバロウズ家は私財を投じて国家復興への協力を申し出ている（『V』でユーラムが仲間になっていない場合は当主不在によりルセリナによって、仲間になっている場合は当主を継いだユーラムによって行われる。また、ユーラムは同時に貴族の地位を返上している）。
内陸国ながら国土の大半はフェイタス川やその支流に接しており、国内の移動に関しては陸路と水路がそれぞれ活用されている。こと水路においては川船が積極的に活用されており、山間部のセーブルを除く大半の都市は川船で往来する事が可能。また、これに起因して川船の需要は大きく、結果として民間の漁船や商船から軍艦の分野に至るまで川船が積極活用されている。これらの川船は、中型以上の規模ならば帆とオールを併用したものが主流であり、女王家の保有する視察船や水軍の軍艦でも使われている。一方、外海を航行可能な外航船に関しては川船より需要が小さいためか技術的には途上で、その分野に優れた群島諸国から最新技術を導入して外航船を建造したこともある（『V』劇中で登場する、外航船エルメラークが該当）。
陸路で接する地域（アーメス新王国、ナガール教主国など）とは古くから紛争が絶えず、太陽暦360年ごろにナガール教主国と、太陽暦440年にアーメス新王国との間で特に大規模な戦争が起きている。特にアーメス新王国との戦争は国史上最大の戦争とされており、当時の女王アルシュタートと軍師ルクレティア・メルセスの下、女王騎士長フェリドをはじめとする女王騎士や水軍提督ラージャなどが筆頭となってアーメスを退けることができたものの、フェリドを含めた3名以外の女王騎士を失い国力も大きく衰えてしまう。
陸路で接する国家とは紛争が絶えない一方、北方に位置する群島諸国連合とは友好的な関係が築かれている。太陽暦337年に女王エルメラークと連合の間で条約が締結され、中継基地として当時無人島であったニルバ島に大灯台が建造されている。なお、女王国側の外港は西部のハーシュビル軍港と東部のエストライズ、2港が存在し、後にエストライズには「エルメラーク」と名づけられた外航船が配置されている。基本的にエストライズが規模の大きさから海洋貿易のみならず、外国からの外交使節受け入れを司っているが、太陽暦448年の内乱時にはエストライズが王子側、ハーシュビル軍港がゴドウィン派側の貿易港としてそれぞれ使われた。
ファレナ女王家
王位継承権は直系の女児に限られており、男児は継承権を持たない。女王位の継承の優先順位は先代の長女が最優先であり、以下は存在するならば妹や姪が続く。またその証として、女王や王女のみがファレナスの姓を有し、王子や後述の女王騎士長、そして女王位継承権を放棄した王女はファレナスの姓を持たない。王女は闘神祭で結婚相手を決め、女王に即位すると夫は女王を守護する女王騎士長に就任する。婚姻に際しては、婚約直前に次期女王が一時的に「黎明の紋章」を宿した後に聖地ルナスを訪れ、婚礼直前に一時的に「黄昏の紋章」を宿す慣わしとなっている。
この慣例が行われるのは次期女王のみが行うのが通例となっているが、これに反した継承として太陽暦438年に即位したファルズラームの例がある。太陽暦422年ごろにバロウズ家当主のサルムと、ファルズラームの夫でバロウズ家出身のカウスが、先代オルハゼータと次期シャスレワールの夫がともにゴドウィン家出身であり、バロウズ家の影響力が低下することを恐れて女王位を望むことを讒言したことが原因であった。当初は固辞したファルズラームであったが執拗な説得に折れ、太陽暦433年にアルシュタートの闘神祭を女王位継承順位で勝るハスワールに先んじて強行している。バロウズ家とゴドウィン家の双方に無関係なフェリドが優勝したことで事態は一時収束するが、太陽暦438年にオルハゼータが崩御すると再燃し内乱状態となる。その際、女王直属の幽世の門（後述）が女王が空位であることを理由に、その後の組織の保身を図って双方に戦力を提供し、ファルズラームの夫カウスとシャスレワールの夫マルダース、元老マルスカール・ゴドウィンの妻ロザリンド、元老サルム・バロウズの嫡男ヒラム・バロウズなど要人が殺害され、最終的にそれを辟易したシャスレワールが女王位を譲った後に暗殺されるという結果を招いている。
継承権を巡る内乱の経験から、太陽暦440年にアルシュタートが即位すると妹のサイアリーズと従姉妹のハスワールは女王位継承権を放棄しており、「幽世の門」もフェリドによって解体命令が出されている。しかし、解体に協力を申し出たのは全体のごく一部のみで、残りはアルシュタートやフェリドに抵抗したり、外国へと亡命するなどして指導者不在となり組織は事実上解体された。だが、少なくない者達が密かにゴドウィン家によって召し抱えられ、太陽暦448年のクーデターに関わった。このクーデターによりアルシュタートとフェリドが死亡し、王女リムスレーアが即位する。
以下に作中で判明している範囲の女王家の系図を記す（破線部分には1人以上の女王が在位した可能性がある）。金着色が歴代女王、ピンク着色が王位継承のない女性。
|                |                |                |                | 初代女王       |                |              |              |                             |                             |                             |                             |                                   |                                   |                                   |                                   |                                   |                                   |                |                |                |                |              |              |                       |                       |                       |                       |                       |                       |              |              |              |              |  |  |
|                |                |                |                |                |                |              |              |                             |                             |                             |                             |                                   |                                   |                                   |                                   |                                   |                                   |                |                |                |                |              |              |                       |                       |                       |                       |                       |                       |              |              |              |              |  |  |
|                |                |                |                | クワルシェード |                |              |              |                             |                             |                             |                             |                                   |                                   |                                   |                                   |                                   |                                   |                |                |                |                |              |              |                       |                       |                       |                       |                       |                       |              |              |              |              |  |  |
|                |                |                |                |                |                |              |              |                             |                             |                             |                             |                                   |                                   |                                   |                                   |                                   |                                   |                |                |                |                |              |              |                       |                       |                       |                       |                       |                       |              |              |              |              |  |  |
|                |                |                |                | エルメラーク   |                |              |              |                             |                             |                             |                             |                                   |                                   |                                   |                                   |                                   |                                   |                |                |                |                |              |              |                       |                       |                       |                       |                       |                       |              |              |              |              |  |  |
|                |                |                |                |                |                |              |              |                             |                             |                             |                             |                                   |                                   |                                   |                                   |                                   |                                   |                |                |                |                |              |              |                       |                       |                       |                       |                       |                       |              |              |              |              |  |  |
|                |                |                |                | オルハゼータ   | オルハゼータ   | オルハゼータ | オルハゼータ | オルハゼータ                | オルハゼータ                |                             |                             | オルハゼータの夫 （ゴドウィン家） | オルハゼータの夫 （ゴドウィン家） | オルハゼータの夫 （ゴドウィン家） | オルハゼータの夫 （ゴドウィン家） | オルハゼータの夫 （ゴドウィン家） | オルハゼータの夫 （ゴドウィン家） |                |                |                |                |              |              |                       |                       |                       |                       |                       |                       |              |              |              |              |  |  |
|                |                |                |                | オルハゼータ   | オルハゼータ   | オルハゼータ | オルハゼータ | オルハゼータ                | オルハゼータ                |                             |                             | オルハゼータの夫 （ゴドウィン家） | オルハゼータの夫 （ゴドウィン家） | オルハゼータの夫 （ゴドウィン家） | オルハゼータの夫 （ゴドウィン家） | オルハゼータの夫 （ゴドウィン家） | オルハゼータの夫 （ゴドウィン家） |                |                |                |                |              |              |                       |                       |                       |                       |                       |                       |              |              |              |              |  |  |
|                |                |                |                |                |                |              |              |                             |                             |                             |                             |                                   |                                   |                                   |                                   |                                   |                                   |                |                |                |                |              |              |                       |                       |                       |                       |                       |                       |              |              |              |              |  |  |
|                |                |                |                |                |                |              |              |                             |                             |                             |                             |                                   |                                   |                                   |                                   |                                   |                                   |                |                |                |                |              |              |                       |                       |                       |                       |                       |                       |              |              |              |              |  |  |
| シャスレワール | シャスレワール | シャスレワール | シャスレワール | シャスレワール | シャスレワール |              |              | マルダース （ゴドウィン家） | マルダース （ゴドウィン家） | マルダース （ゴドウィン家） | マルダース （ゴドウィン家） | マルダース （ゴドウィン家）       | マルダース （ゴドウィン家）       |                                   |                                   | ファルズラーム                    | ファルズラーム                    | ファルズラーム | ファルズラーム | ファルズラーム | ファルズラーム |              |              | カウス （バロウズ家） | カウス （バロウズ家） | カウス （バロウズ家） | カウス （バロウズ家） | カウス （バロウズ家） | カウス （バロウズ家） |              |              |              |              |  |  |
| シャスレワール | シャスレワール | シャスレワール | シャスレワール | シャスレワール | シャスレワール |              |              | マルダース （ゴドウィン家） | マルダース （ゴドウィン家） | マルダース （ゴドウィン家） | マルダース （ゴドウィン家） | マルダース （ゴドウィン家）       | マルダース （ゴドウィン家）       |                                   |                                   | ファルズラーム                    | ファルズラーム                    | ファルズラーム | ファルズラーム | ファルズラーム | ファルズラーム |              |              | カウス （バロウズ家） | カウス （バロウズ家） | カウス （バロウズ家） | カウス （バロウズ家） | カウス （バロウズ家） | カウス （バロウズ家） |              |              |              |              |  |  |
|                |                |                |                |                |                |              |              |                             |                             |                             |                             |                                   |                                   |                                   |                                   |                                   |                                   |                |                |                |                |              |              |                       |                       |                       |                       |                       |                       |              |              |              |              |  |  |
|                |                |                |                |                |                |              |              |                             |                             |                             |                             |                                   |                                   |                                   |                                   |                                   |                                   |                |                |                |                |              |              |                       |                       |                       |                       |                       |                       |              |              |              |              |  |  |
|                |                |                |                | ハスワール     | ハスワール     | ハスワール   | ハスワール   | ハスワール                  | ハスワール                  |                             |                             | アルシュタート                    | アルシュタート                    | アルシュタート                    | アルシュタート                    | アルシュタート                    | アルシュタート                    |                |                | フェリド       | フェリド       | フェリド     | フェリド     | フェリド              | フェリド              |                       |                       | サイアリーズ          | サイアリーズ          | サイアリーズ | サイアリーズ | サイアリーズ | サイアリーズ |  |  |
|                |                |                |                | ハスワール     | ハスワール     | ハスワール   | ハスワール   | ハスワール                  | ハスワール                  |                             |                             | アルシュタート                    | アルシュタート                    | アルシュタート                    | アルシュタート                    | アルシュタート                    | アルシュタート                    |                |                | フェリド       | フェリド       | フェリド     | フェリド     | フェリド              | フェリド              |                       |                       | サイアリーズ          | サイアリーズ          | サイアリーズ | サイアリーズ | サイアリーズ | サイアリーズ |  |  |
|                |                |                |                |                |                |              |              |                             |                             |                             |                             |                                   |                                   |                                   |                                   |                                   |                                   |                |                |                |                |              |              |                       |                       |                       |                       |                       |                       |              |              |              |              |  |  |
|                |                |                |                |                |                |              |              |                             |                             |                             |                             |                                   |                                   |                                   |                                   |                                   |                                   |                |                |                |                |              |              |                       |                       |                       |                       |                       |                       |              |              |              |              |  |  |
|                |                |                |                |                |                |              |              |                             |                             |                             |                             | 『V』主人公                       | 『V』主人公                       | 『V』主人公                       | 『V』主人公                       | 『V』主人公                       | 『V』主人公                       |                |                | リムスレーア   | リムスレーア   | リムスレーア | リムスレーア | リムスレーア          | リムスレーア          |                       |                       |                       |                       |              |              |              |              |  |  |

女王騎士
女王直属の騎士で、女王やその親族の警護を担当する少数精鋭の者達。古くは王都守護騎士団がその任にあったが、ストームフィストからソルファレナへ遷都する際に新しく王都守護兵団（後に王都守護軍と改称）が編成されたのに伴い、旧来の大騎士団から少数精鋭の集まりへと変わった。騎士や騎士見習いは皆黒を基調とした服装をしているが、細かい形状や使用する武器の類は騎士それぞれによって異なり、独自色を有している。また、女王騎士が発足された当初は男性のみで構成されていたが、後に女性の登用も認められた。
女王騎士を統率する女王騎士長は通常女王の夫が就任し、女王騎士のみならず女王国軍全軍を統率する大将軍としての役割をも担う。だが、女王騎士長を決める闘神祭では夫となる人物が直接出場せず、代理人を用意して戦わせる事を認めているため、女王騎士長という官職は女王の夫に与えられる一種の名誉職と見なされていた。それだけに、剣術や軍の指揮能力に秀でたフェリド（『V』）が女王騎士長の役割を名実共に果たして見せたのは、ファレナの長い歴史の中でも極めて稀である。
一部の女王騎士は目の淵を紅く塗る傾向にあり、ギゼル・ゴドウィン（『V』）もクーデターを経て女王騎士長に就任してからは同様の紅い化粧をした。
幽世の門（かくりよのもん）
女王騎士とは正反対の、ファレナ女王国と女王を影から支える女王直属の暗殺組織。名前の幽世とは「あの世」を意味し、総じて「あの世の入り口」を意味する。まだ幼い身寄りのない子供をさらっては教育や訓練を課し、優れた暗殺者や諜報員として育て上げ結果として、戦闘能力において女王国正規軍の将兵を遥かに超越する暗殺者集団となった。また、薬物の分野においても優れており、数々の非人道的な薬物を生み出した。
太陽暦440年にアルシュタートが即位すると、先代ファルズラームとその姉シャスレワールとの女王位継承権争いで多くの血が「幽世の門」によって流された結果、フェリドによって解体命令が出された。しかし、解体に協力を申し出たのは諜報部門長シナツのみで、破壊工作部門長ヒノヤギは抵抗・抗争の後に自決、暗殺者養成部門長カヤヌおよび幽世の門総帥で暗殺実行部門長タケフツはナガールへ逃亡したと噂されており、薬物開発部門長シラナミは消息不明となっている。事実上指導者不在となったことで組織は解体されるが、多くはゴドウィン家によって召し抱えられ、太陽暦448年のクーデターに利用されている。
幽世の門（ゴドウィン家私兵）
太陽暦448年のゴドウィン家によるクーデターから始まった内乱においてゴドウィン家の戦力の一角を成した暗殺組織。構成員は「幽世の門」の人間で、太陽暦440年に組織が解体されて以降もファレナ女王国国内に留まっていたのをゴドウィン家によって召抱えられた者達。そのため、組織の末端は旧「幽世の門」とあまり変わらないが、マルスカール・ゴドウィンとギゼル・ゴドウィンの側近でもあるドルフ、及び内乱中にギゼルによって女王騎士に任命されたキルデリクが幹部として取り仕切っている。
なお、劇中で姿を現したのは末端に位置する仮面や鉄爪を身に纏う暗殺者や一般人に擬装していた密偵、2大幹部のドルフ、キルデリクのみであるが、後述する烈身の秘薬の性質を考慮すると、消息不明のシラナミあるいはそれに順ずる立場の人物からなる薬物開発部門も彼らの一員として活動している模様。
冥夢の秘薬
幽世の門が開発した眠り薬。通常の眠り薬と異なり味や匂いは全くなく、食事に混入しても全く気付かれない。また、この薬で眠った者は他者から見れば、自然に眠っているのと同じにしか見えず、並みの医師や毒見役でこの薬を見破るのは不可能である。ただし、事前に中和薬を服用する事で無力化が可能。
烈身の秘薬
幽世の門が開発した劇薬。この薬を飲むと、並みの人間では出せない超人的な筋力を得る事が可能だが、薬の効果が終わると同時に絶命してしまう、まさに非人道の極みにある薬。また、この薬を飲んだ者は理性を半ば失い、まともな会話を交わす事もままならない。
サギリ（『V』）によるとこの薬はすぐに劣化するので作り置きが効かず、内乱中に使われた物は製法を知る人間の手で新たに作られた物であるとのこと。
オボロ探偵事務所
川船に事務所を構え、レインウォールやラフトフリート等ファレナ女王国各地で活動している探偵事務所。調査依頼が入れば、所長のオボロや調査員のサギリやシグレによって本格的かつ隠密的な調査が行われ、巧妙に隠された情報をも突き止める。しかし、事務員のフヨウやオボロが情報収集用に飼いならしているネズミを除き、全員が元「幽世の門」という経歴の持ち主である。
所長のオボロはかつて「幽世の門」で諜報部門長を務めていたシナツであり、諜報部門という立場から外の世界と本格的に接する機会を得た結果、組織の異常性に気付き結果フェリドによる組織の解体に幹部達の中で唯一協力を申し出た。そして組織が解体されてからは暗殺者として過酷な境遇にあったサギリやシグレを引き取り、2人に人間的な生活を送らせる一方で生計のため、組織で培った技術を平和的に用いようと探偵業を始めたのが探偵事務所誕生の理由である。

闘技奴隷
ファレナ女王国特有の奴隷階級。闘神祭の会場であるストームフィストの闘技場において行われる闘技試合で戦う奴隷。主に貧困等で苦しい生活を送る者が自身あるいは家族のために収入を得るべく、闘技奴隷になるのが多い。所有者の貴族にとっては一応「財産」ではあるものの奴隷という低身分のためか、蔑視される傾向が強く待遇も劣悪である。また、家族を抱える闘技奴隷が何らかの失態を起こした折にはその家族にも制裁が行われる模様。とりわけ、太陽暦438年頃にとある無名の闘技奴隷（後のベルクート（『V』））が脱走する事件が起こってからは闘技奴隷に対する虐待や転売が盛んになった。これに対し、時の女王ファルズラーム崩御後に即位したアルシュタートと女王騎士長フェリドによって闘技奴隷制度の廃止が図られるが、「闘技奴隷を戦わせるのはファレナ貴族伝統の娯楽」と主張する貴族から根強い反発を受け、虐待禁止令が制定されるに止まった。
太陽暦448年に内乱が勃発すると、ゴドウィン派に属する者を中心とする貴族の多くが戦死したり没落した結果、多くの闘技奴隷が自由を獲得した。
なお、闘技奴隷はその証として体の一部に白い線状の刺青が入れられており、ゼガイは顔、シュンは両肩に刺青がある。また、ベルクート（いずれも『V』）は脱走した闘技奴隷という素性を隠すべく、本来刺青のあった場所の上から別の刺青を入れている。
ラフトフリート
フェイタス川に船を浮かべて住処とする流浪の民。漁業や水運によって生計を立てている。以前は定住していないことで蔑視される傾向があったが、ラフトフリート出身のラージャ（『V』）が若くして軍功を上げ、当時の女王オルハゼータによって水軍提督に任命されると同時に自治権を得ている。その後、オルハゼータ崩御後に即位したファルズラーム、クーデターによって実権を握ったゴドウィン家によって2度の自治権剥奪の危機を迎えるも、最終的には自治権を守り通した。
ダハーカ
ラフトフリートはおろか、ファレナ女王国で最大の規模を誇る双胴戦艦。普段はラージャ（『V』）の住居として使われ、艦内には広間や居室、浴室が備えられているものの、有事の際にはラージャ指揮の元、巨体ならではの重厚な装甲や甲板に展開する大量の弓兵からの一斉射撃を生かし、猛威を振るう存在。太陽暦448年の内乱中にはラフトフリートの艦船から構成された艦隊の旗艦として、かつてのラージャの副官バフラム・ルーガー（『V』）率いるバフラム艦隊やゴドウィン家の艦隊を相手に活躍した。
艦首部に水竜の首を模した飾りを3つ付けており、艦内各所にも3本の首を持つ水竜の絵が描かれているのが特徴。また、ファレナの艦船としては珍しく、後部に外輪が備えられた外輪艦でもある。

フェイタス竜馬騎兵団
ファレナのフェイタス河近郊に生息する竜馬と共存し戦力とする騎兵団。本拠地はサウロニクス城。古くは竜馬と共存する辺境民族で、一時は流民として弾圧するファレナ女王国との睨み合いの時期が続いたが、太陽暦360年ごろのナガール教主国の侵攻にファレナ女王国正規軍と共闘したため、その功績から南西部を所領と認められた。その後、ファレナに忠誠を誓い、本格的に軍事組織となるが、政治の材料として貴族の私兵として幾度か利用された事から、「ファレナの国土を守るため以外に軍事力を振るわない」として、内紛へ一切関与しないとの厳格な掟を生み出し、貴族の強欲な行為を苦々しく思っていた女王家から認可されて以来貫いている。
騎兵団発足当初、女王騎士が男性だけで構成されていたのもあって「竜馬騎兵は男性のみが就任できる」という掟を作り、後に女性の女王騎士が認められてもその掟は変えられず、結果として竜馬騎兵が男性のみという構図が定着した。内乱平定後は当時の騎兵団長クレイグ・ラーデンが引退し、後任のラハル（いずれも『V』）によって女性の竜馬騎兵が認められた。
ゴルディアス
サウロニクス城の南にある村。竜馬の巣と竜馬騎兵見習の訓練場があり、まだ幼さの残る竜馬騎兵見習の少年たちはここで将来の相棒となる竜馬と絆を深め、剣術や騎乗術を学ぶ。また、この村へ出入りできる者は先述の竜馬騎兵見習を含めて男性だけとなっており、女性の立ち入りは決して認められない女人禁制の村という、騎兵団の掟が最も色濃い場所。
騎兵団にとっては重要な場所だが、見習の訓練監督係や竜馬の巣の護衛担当の竜馬騎兵が若干いるだけでサウロニクス城よりも警備は甘く、内乱中にはドルフ（『V』）率いる「幽世の門」の暗殺者集団によって竜馬の巣を制圧され、竜馬の幼体や卵を人質に騎兵団の身動きが封じられるという危機的事態が発生してしまった。
内乱平定後に団長に就任したラハルによって女性の竜馬騎兵が認められ、ラン（いずれも『V』）が史上初の女性竜馬騎兵となってから女人禁制が解かれたかどうかは不明。

### アーメス新王国
ファレナ女王国の南東部に位置し、5つの部族からなる共同国家。古代アーメス王朝（古代王朝）を継承する国家と自称しているが、民族的にも文化・文明的にも繋がりは無い。太陽暦140年にイシュヴァーク族の長バラドが5大部族を統一して建国。南東部の平定を望んでいたファレナ女王国はこれを歓迎したが、「古代アーメス王朝の後継国家」を自負するファレナ女王国を差し置いて「アーメス」を名乗ったことで関係が悪化する。その後、太陽暦440年にファレナ女王国に対して大規模な侵攻を行っているが、軍師ルクレティアと女王国軍によって退けられている。
国政は王の意向や、5大部族の代表者による話し合い「大部族長会議」によって決定される。5大部族は、イシュヴァーク族やマドラ族などの穏健派と、ダルジャ族などの強硬派に分類される。太陽暦440年のファレナ女王国への大侵攻当時はダルジャ族の王が統治しており、失敗に終わると失脚し、イシュヴァーク族のジャラトが即位している。また、太陽暦448年にファレナ女王国で勃発した内乱に乗じてダルジャ族の独断でマハ・スパルナ率いる南岳兵団が女王国内の領地獲得に乗り出したのに対し、マドラ族のシュラ・ヴァルヤ率いる西海兵団はジャラトの命を受けて王子軍への支援を行っている。内乱平定後はダルジャ族を中心とする強硬派の失墜と、それに伴いジャラトやシュラを中心とする穏健派が国政を完全掌握した結果、ファレナ女王国と友好関係が築かれた。
アーメスの槍使いは、3人が一組になっての集団槍術で知られている。軍隊は山岳部を担当する南岳兵団と海上を担当する西海兵団で構成される。南岳兵団は強硬派部族が管理運営しており、兵士は総じて粗暴で、指揮官の軍費の横領も横行しており装備も劣悪であるとされている。西海兵団は穏健派部族が管理運営しており、兵士は礼儀正しくて友好的であるとされている。

### ゼアラント王国
ファレナ西方に位置する王国。詳細は不明だが、ログとハレス（いずれも『V』）がゼアラント製の盾をハーシュビル軍港から主人公軍へ横流ししたり、「ゼアラント人は皆鎧を着ている」という噂がある事から、防具類の名産地であると思われる。
リンドブルム傭兵旅団
ゼアラント王国を本拠地とする傭兵隊。総兵力約5000人という大所帯で単なる傭兵隊という域を超越しているが、それだけに旅団全体を雇える者は皆無で、通常はヴィルヘルム（『V』）率いるヴィルヘルム支隊のような数十人から数百人規模の一部隊単位で雇われるのが常である。

### ナガール教主国
ファレナ南方に存在する宗教国家。ファレナ南方にあった小国家群を統合して成立した。ファレナやアーメスへの軍事行為を過去に行っており睨み合いの状態になっている。竜馬を邪悪な生き物として排除するという教義ゆえに、ファレナのフェイタス竜馬騎兵団とは敵対状態。太陽暦360年ごろからはファレナ女王国に対して侵略行為を行っていたが、太陽暦376年に発生した大地震でファレナ女王国との国境の道が塞がれたため武力行為を停止し、以後は鎖国状態にある。
武装宣教団
ナガール教主国の軍隊。宣教団を名乗っているが実態は外国への侵攻軍であり、ファレナ女王国正規軍やフェイタス竜馬騎兵団と激突を繰り広げた。サウロニクス城のとある竜馬騎兵が言うには「不気味なまでに統制の取れた強兵」とのこと。

### カナカン
赤月帝国のある大陸の南部に位置する地方。酒の名産地として有名で、剣豪を輩出する流派「ハイア」の名前でも知られる。

### 無名諸国
ゼクセン連邦やグラスランド北方に多数存在する小国の総称。

## 種族

### 亜人種
ウィングホード
いでたちは人間だが、背中に翼が生えた種族。食べた魚の骨を埋葬するなど、奇異な風習から人間から蔑まれていることが多く、彼らの多くは翼を使うのを禁じたりしている（ただし戦闘時など非常時は例外）。彼らが使う翼水（翼の虫除けに用いる薬品）は強烈な悪臭を放つため、それを嫌う人間も多い。元々はティント市国領内に住んでいたが、鉱山開発で住処を追われた所をゲンカクによって助けられ、ゲンカクとトゥーリバー市国とのとりなしでトゥーリバー市内の中州地帯が居住地として与えられた。
エルフ
長命の種族。耳が長く、高い知性を持つ。閉鎖的な種族で人間やドワーフを蔑視していることが多い。彼らの寿命は人の1.5倍。エルフの多くは弓の名手であり、一部では「エルフの弓」という言葉まである。ただ、大剣使いのセルマ（『IV』）という例外もいる。
コボルト
体つきは人間と変わらないが、顔が犬の種族。ハルモニアなどでは人間よりも位の低い身分で差別されている。
ダック
グラスランドのダッククランに暮らす、アヒルのような種族。主にダックハルバードという斧を使って戦う。翼が手のように発達しており、飛ぶことはできない。
ドワーフ、ケイヴドワーフ
世界各地に点在する工業技術などにすぐれた民族。背が低く、男は髭などを生やした者が多い。赤月帝国領内に住むドワーフは多種族を、とりわけエルフを嫌っており、逆にエルフの間では「ドワーフはエルフを食べる」という迷信があった。
人魚
群島諸国に生息している種族。人間のように陸上を歩く事も出来るのだが乾燥に弱く、水のある場所でなければ生きてゆけない。群島解放戦争時にはクレイ商会によって人魚狩りが行われており、その影響で人魚の多くは人間を恐れていた。
ネコボルト
群島諸国のネイ島にある集落在住の、顔が猫の種族。体格や身体能力は人間と変わらないが、戦闘時には爪を武器にしている。また、ネイ島の集落は猫を思わせるデザインの家々が立ち並んでいるのが特徴。
ビーバー
背が人間の半分ほどしかない民族。ファレナ女王国に集落が在住する。土木技術に優れているが、それを軍事的に利用させられることが多い。好戦的な民族ではないが水中を自在に泳ぐ事が出来、土木工事に用いるハンマーを使った水上戦を得意とする。また、土木工事の際には歯で木をかじる事もあるが、その時の木の歯触りがお気に入りである。
ビーバーの多くは人間の文字を読み書きできないが、なぜか竜馬と会話を交わす事が可能。
リザード
トカゲが二足歩行をしたような姿をした種族。身体は大きく、その力も強い。主にクライドと呼ばれる、大型の十字槍と薙刀の中間のような武器を愛用する、戦闘に秀でた種族。儀礼を重んじ、古典的な言い回しを使うこともある。グラスランドに集落を構えて暮らしているが、南方に暮らす者も存在する。ルースとリリィが双子ほどそっくりに見えるらしく、人間の見分けがあまりつかない。

### 騎獣など
イワドリ
翼を持つ騎乗可能な生物で、群島諸国やクールーク皇国で用いられる。
馬
ゼクセン連邦やハイランド王国など、平地を領地とする国で用いられる。
ツノウマ
頭に生えた角が特徴の、馬に似た騎乗可能な生物で、赤月帝国や群島諸国、クールーク皇国で用いられる。初出は『幻想水滸伝』だが、名前が判明したのは『Rhapsodia』である。
ナセル鳥
見た目はただの鳥だが、人の言葉を話す事が可能。そのため、ハルモニア神聖国やガイエン海上騎士団で連絡鳥として用いられている。
虫
羽を持つ巨大な昆虫生物。グラスランドのカーナークラン（ハルモニア神聖国ルビーク）では、虫を扱う技術を受け継いでおり、虫に騎乗する虫兵という形で軍事的に利用している。
竜
翼と鱗の世界の生物。27の真の紋章の1つ『竜の紋章』の力によりこの世界に存在する。赤月帝国の竜洞騎士団が管理しており、竜洞でしか卵が孵らないと言われているが、ブライトなど「はぐれ竜」と呼ばれる例外も存在する。
竜馬
トカゲのような体躯に角と鳥のような羽根を持ち、水上戦闘も可能な陸上生物。ファレナ女王国のフェイタス竜馬騎兵団が抱えており、ゴルディアスの洞窟でしか卵が孵化しない。人間の耳では聞き取れない音域で意思の疎通が可能な事から、竜馬騎兵は特殊な笛を用いて敵兵を含む他者に気付かれる事無く、指示を送って様々な行動を起こせる。なお、フェイタス竜馬騎兵団に属する竜馬は雄や雌に関係無く、武器に因んだ名前を付けられている（例としては『V』劇中に登場する、ランス、フレイル、アックス）。